# Frutis amplipennis
Frutis amplipennis är en insektsart som beskrevs av Stsl 1870. Frutis amplipennis ingår i släktet Frutis och familjen Eurybrachidae. Inga underarter finns listade i Catalogue of Life.